# Jakub Schikaneder
Jakub Schikaneder, noto anche come Jakob (Praga, 27 febbraio 1855 – Praga, 15 novembre 1924), è stato un pittore ceco.

## Biografia
Figlio di un impiegato di un ufficio doganale tedesco, Schikaneder,  nonostante le condizioni di povertà, riuscì a proseguire nei suoi studi, in parte grazie alla tradizione artistica della famiglia: un suo antenato, Urban Schikaneder, era un cantante d'opera che partecipò alla Prima del Flauto Magico, nonché fratello maggiore di Emanuel Schikaneder.
Dopo aver completato gli studi a Praga e Monaco di Baviera (1871 - 1879), Schikaneder, con Emanuel Krescenc Liška, contribuì alla realizzazione del palco reale del Teatro Nazionale di Praga, ma sfortunatamente questo lavoro fu distrutto in un incendio che colpì il teatro nel 1881. Dopo il lavoro al Teatro Nazionale, Schikaneder viaggiò in Europa, visitando Germania, Inghilterra, Scozia, Paesi Bassi, Svizzera, Italia e Francia. Dal 1891 fino al 1923 insegnò all'Accademia delle Belle Arti di Praga. Schikaneder fu uno strenuo sostenitore della Scuola di Monaco di Baviera della fine del XIX secolo.....

## Lavori
Schikaneder è conosciuto per i suoi dipinti in esterni, dalle tinte morbide ed in chiaroscuro, spesso raffiguranti soggetti poveri ed emarginati. I soggetti prediletti da Schikaneder erano angoli e vicoli della città di Praga - o le rive della Moldava - spesso al tramonto, o ammantate di nebbia.
La sua prima opera nota è il Pentimento dei Lollardi (2,5 m × 4 m) andato perduto. La Galleria Nazionale di Praga ha tenuto una mostra temporanea dei suoi dipinti dal maggio 1998 al gennaio 1999.

## Selezione di opere

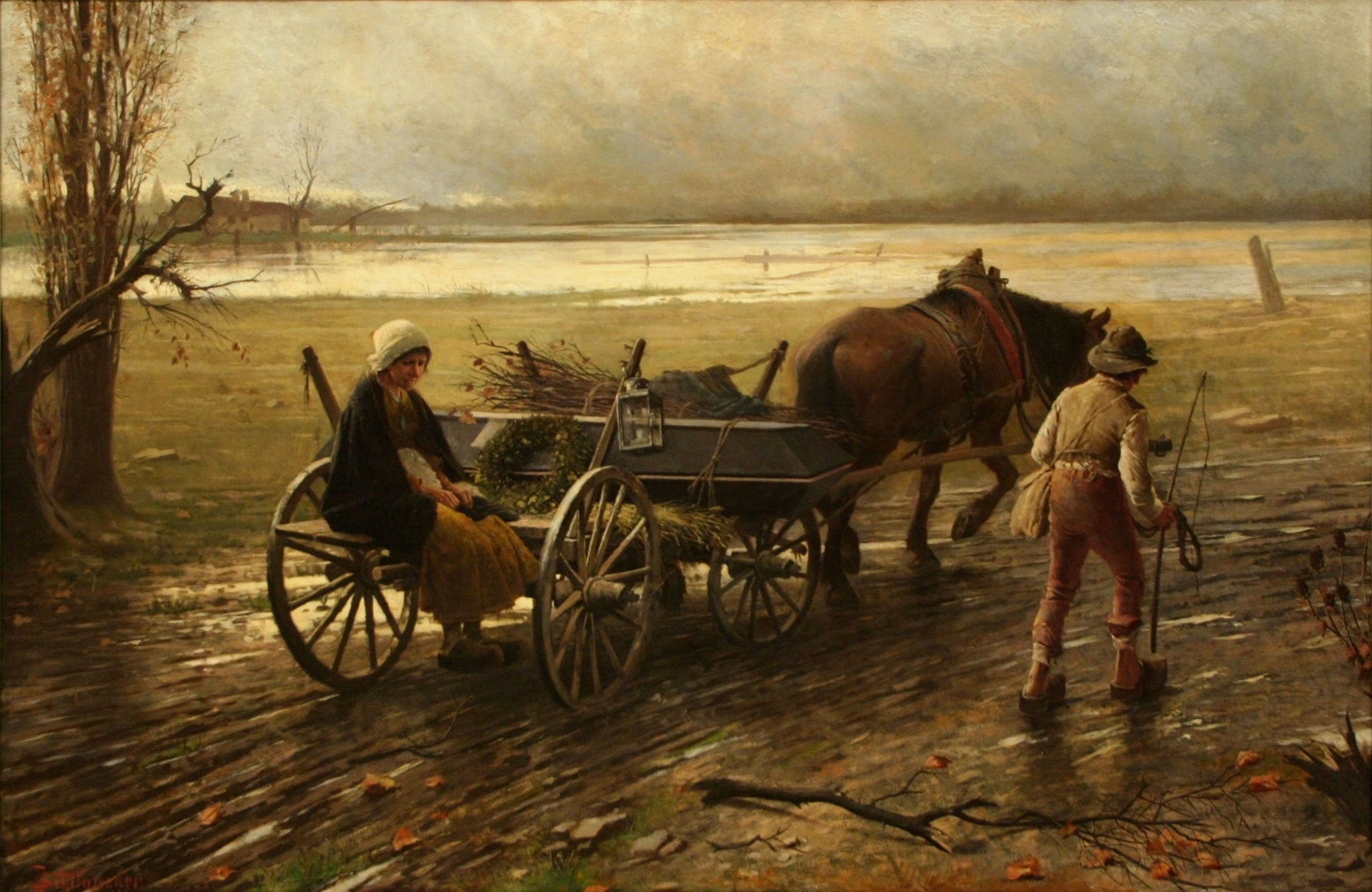
La via triste
Omicidio nella casa
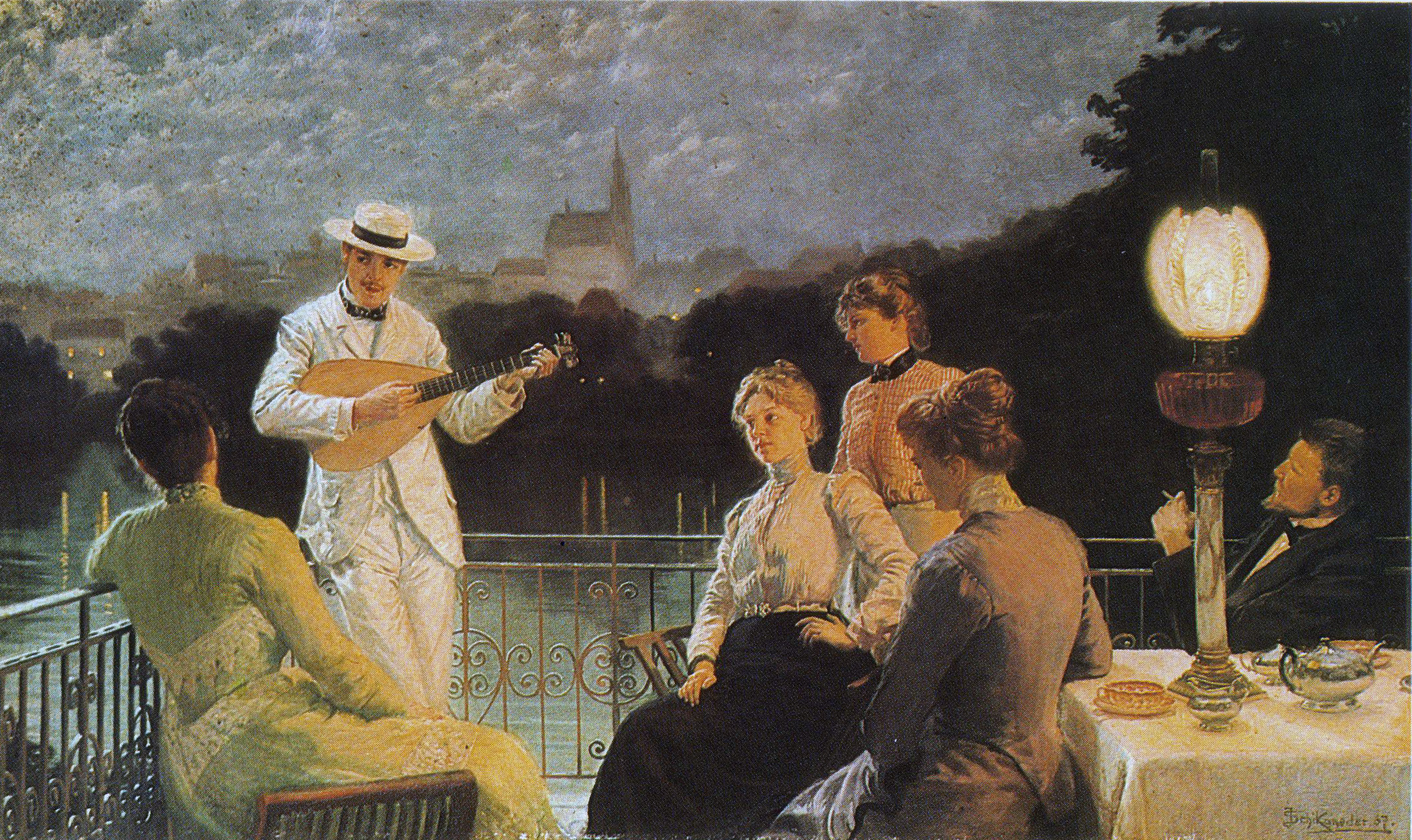
Compagnia in terrazza
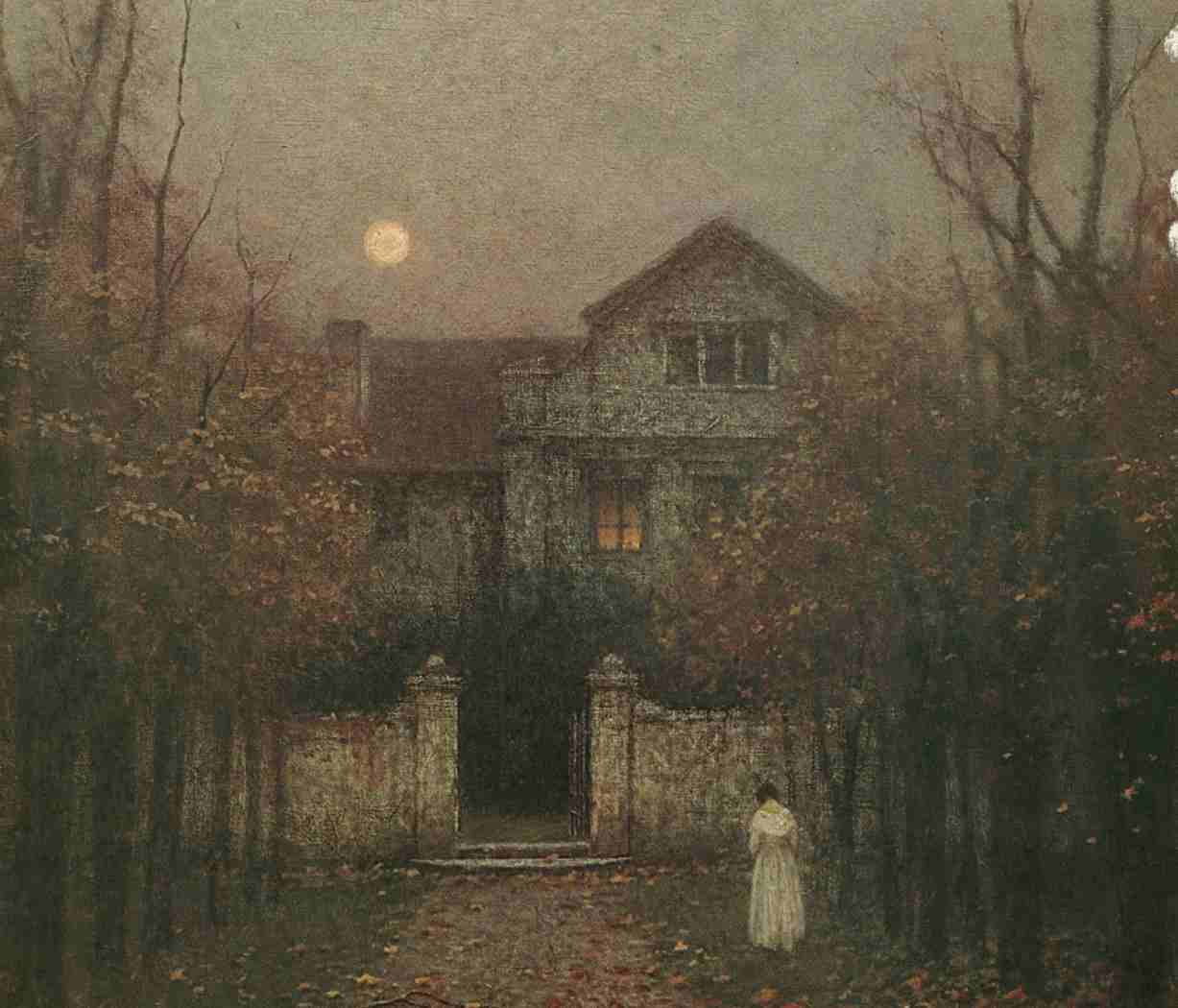
Sera in Giardino